# Ajin
Ajin (symbol ע; hebrejsky עַיִן, עײן‎) je šestnácté písmeno hebrejské abecedy. Vyskytuje se také (s jinými grafémy) v ostatních semitských jazycích. Vychází z fénického písmena .
Slovo עין znamená v hebrejštině doslova „oko“. Svým tvarem má pak připomínat namalované oční linky princezny Nefertiti.

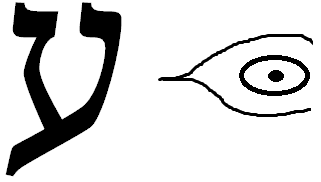
Ajin představuje oční linky princezny Nefertiti

## V hebrejštině

### Čtení
Má stejnou funkci jako písmeno Alef. Označuje ráz (IPA 113), dnes již nevyslovovaný. Slouží už pouze jako označení začátku samohlásky ve slabice, neboť samohláska v hebrejštině musí vždy začínat souhláskou.
V jazyce jidiš označuje samohlásku [e]. Krom toho se používá ve slovech přejatých z hebrejštiny ve svém původním významu.

### Číselný význam
V systému hebrejských číslic má číselný význam 70.